# Stephen Brown
Stephen Brown (Manassas, Virginia) 27 de marzo de 1996 es un jugador de baloncesto estadounidense que pertenece a la plantilla del CEZ Nymburk de la NBL checa. Con 1,80 metros de estatura, jugaba en la posición de base.

## Trayectoria deportiva
Es un base formado en la Christ Chapel Academy, que jugó durante cuatro temporadas en Bucknell Bison (2014-2018) y tras no ser elegido en el Draft de la NBA de 2018, en septiembre de 2018 firmaría con el Yalova Group Belediyespor Basketbol de la Basketbol Süper Ligi, en el que solo jugaría 3 partidos.
En diciembre de 2018 se marcha a Estonia para jugar en las filas del Valga KK estonio promediando la cifra de 17.44 por encuentro en 9 partidos de la Alexela Korvpalli Meistriliiga.
En marzo de 2019, firma por el BC Ural Yekaterinburg de la Superliga de Baloncesto de Rusia.
En verano de 2019 fichó por el Giessen 46ers de la Basketball Bundesliga, en el que disputa 18 encuentros promediando 13.06 puntos por partido.  En marzo de 2020, tras el parón de la liga por el coronavirus el base estadounidense deja el equipo alemán.
El 22 de junio de 2021, firma por el BG 74 Göttingen de la Basketball Bundesliga.
El 26 de junio de 2022 fichó por el Fos Provence Basket de la LNB Pro A francesa.